# Tögischer Bachl
Das Tögischer Bachl, auch Tögischer Bach, ist ein Bach in der Gemeinde St. Jakob in Defereggen (Bezirk Lienz). Der Bach entspringt südlich des Prägrater Törls und mündet zwischen der Innerrotte und der Außerrotte in die Schwarzach.

## Verlauf
Das Tögischer Bachl entspringt im Bereich der Knappengruben im Talschluss zwischen dem Südgrat des Pizleshorn dem Prägrater Törl und der Steingrubenhöhe. Westlich befindet sich das Tal des Trojer Almbachs, westlich jenes des Froditzbach. Das Tögischer Bachl fließt durch alpines Gelände in südlicher Richtung und erreicht in rund 1770 Metern Seehöhe die Waldgrenze, woraufhin der Bach durch bewaldetes Gebiet fließt. Im Unterlauf unterquert der Bach die Straße zwischen Innerrotte und Tögisch und tritt danach ins Defereggental ein, wo er die Grenze zwischen Innerrotte und Außerrotte bildet. Nach Unterquerung der Defereggentalstraße mündet das Tögischer Bachl gegenüber der Mündung des Bruger Almbachs linksseitig in die Schwarzach.